# Israël et la francophonie
 (avril 2024).
La francophonie en Israël se compose, en 2022, de 528 000 francophones, soit 5, 5 % du total de la population israélienne, évaluée à 9 558 000 habitants.   
Selon un reportage diffusé par France Culture en janvier 2020, depuis la création de l'État juif le 14 mai 1948 par David Ben Gourion, plus de 121 000 Français  (sur un total de plus de 3,3 millions de nouveaux citoyens israéliens, bénéficiant de la Loi du Retour) se sont établis en Israël, pour s'y établir.  
L'Institut Français en Israël estime la proportion de francophones à près d'un million de personnes en 2023.
Le sociologue Eliezer Ben-Rafael (en) distingue quatre types de francophonies en Israël : 
- la francophonie d’Afrique du Nord, au sein de laquelle uniquement les couches aisées ont maintenu une certaine pratique du français, aux côtés de la pratique d’autres langues ; 
- la francophonie d’élites venues de pays où le français jouait le rôle de marqueur social (cas de l'Afrique du Nord et de l'Égypte) : cette francophonie a tendance à disparaitre ; 
- la francophonie de certains Israéliens nés en Israël qui apprennent le français de manière instrumentale, pour atteindre des objectifs précis[réf. nécessaire] ; 
- une nouvelle francophonie transnationale constituée des nouveaux immigrants français qui ont des caractéristiques sociologiques très particulières. Après un déclin de la francophonie en Israël, elle connait un certain renouveau, porté notamment par ce dernier groupe.
La ville de Netanya constitue le noyau de la francophonie en Israël. La plupart des commerces et restaurants possèdent une devanture et des menus en français. De même, certains panneaux publicitaires sont exclusivement en français. Entendre parler dans la rue en français est relativement courant. On estime qu'un tiers des habitants de Netanya sont français.

## Israël et la francophonie internationale
L’usage répandu de la langue française a parfois été mis en avant par l’État d’Israël et même par le Yichouv, notamment par David Ben Gourion, qui était francophone (comme Shimon Peres, Yitzhak Shamir et d'autres grands noms du sionisme) et qui, au cours des années précédant la création de l’État juif, tentait de s’assurer le soutien et la reconnaissance de la France. Lors de la création de l'État juif le 14 mai 1948, les signataires de la déclaration d'indépendance, quasiment tous ashkénazes, comprenaient le français et, pour leur majorité, le parlaient. De la création de l'État d'Israël, jusqu'en 1977, la langue inscrite sur les passeports israéliens était le français. Des années 1950 à 1967, des officiers supérieurs de l'armée israélienne étaient élèves de l' École Supérieure de Guerre à Paris. Par ailleurs, de jeunes officiers israéliens étaient à l'École de l'Air et à l'E.P.N.E.R. à Salon de Provence.  
Israël n’a cependant jamais fait partie des institutions de la francophonie.
Lors de l’émergence de la francophonie institutionnelle dans les années 1960 et 1970, Israël s’intéresse au projet francophone et participe même à titre d’observateur informel aux conférences intergouvernementales des chefs d’État et de gouvernements francophones de 1969 et 1970. Par la suite, la rupture des relations entre Israël et l’Afrique francophone, notamment, provoque l’arrêt du débat portant sur une participation israélienne aux institutions de la francophonie internationale
Ce débat n’émerge de nouveau qu’au début des années 1990. Israël tente alors de rejoindre la francophonie. En janvier 1993, Yehuda Lancry, ambassadeur d’Israël en France, obtient l’accord du ministre des Affaires étrangères du gouvernement d’Yitzhak Rabin, Shimon Peres, pour enclencher la procédure d’adhésion. Israël réussit à s’accorder le soutien de la France, qui organise notamment une enquête sur la francophonie en Israël en 1994.
Cependant, le Liban, dont le sud est à l’époque occupé par Israël, s’oppose à l’adhésion qui requiert l’unanimité des membres. Même depuis l’évacuation du sud du Liban par Israël, le Liban continue à s’opposer à l’adhésion d’Israël.
Parallèlement à ces efforts, plusieurs appels de la société civile ont été lancés en faveur de l’adhésion d’Israël à la francophonie. En 2007, le Conseil représentatif des institutions juives de France (CRIF) a ainsi pris l’initiative de demander à des personnalités politiques de soutenir l’entrée d’Israël dans la francophonie. Plusieurs candidats à l’élection présidentielle française de 2007 l’ont soutenue, dont François Bayrou, Ségolène Royal et Nicolas Sarkozy, ou d’autres personnalités, comme Bernard Pivot.
Israël a toutefois le statut de membre associé de l’Agence universitaire de la Francophonie (AUF).
En 2023, environ 15 000 jeunes Israéliens étudient le français, en tant que langue étrangère. A titre d'infirmation, le nombre total d'élèves et étudiants en Israël était la même année d'environ 2,5 millions, selon le bureau central israélien de statistiques et la quasi-totalité apprenait l'anglais, comme langue étrangère.  En plus de ces apprenants, les lycées français de Tel Aviv et Jérusalem (avec un effectif de plus de mille à quinze cents élèves, pour chaque lycée) sont des acteurs et vecteurs de la francophonie.  
Par ailleurs, les Instituts français en Israël diffusent des cours de français, suivis par environ 1 300 personnes, en 2023. 
Au niveau des personnes qui s'installent en Israël chaque année, au titre de l' " Alyah " , le français est langue d'origine pour environ 2000 à 4000 immigrants, soit environ 1 immigrant sur 10, au vu de la moyenne annuelle constatée (en effet, la moyenne pondérée sur plusieurs années fait apparaître un nombre annuel d'environ 40 000 " olim " ou Juifs venant s'établir en Israël au titre de la Loi du Retour, au vu des entrées comptabilisées par les services de l'Agence Juive et du Ministère israélien de l'Intégration) .